# 三星堆跪坐人像

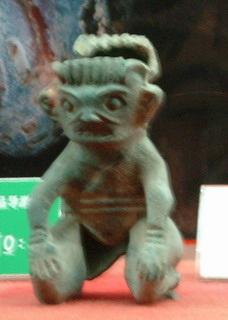
青铜跪坐人像

青铜跪坐人像，是於中國四川省三星堆遗址出土的文物，距今已有3,000多年历史。高14.6厘米，形状若相扑运动员。

## 其它
2023年1月25日，两名游客在三星堆博物馆出现肢体冲突撞到展柜，导致跪坐人像被打翻在展柜内，后经检查幸无损伤。